# 莫雷鲁埃拉德塔瓦拉
莫雷鲁埃拉德塔瓦拉，是西班牙卡斯蒂利亚-莱昂萨莫拉省的一个市镇。 总面积68平方公里，总人口503人（2001年），人口密度7人/平方公里。